# Luisito Comunica
Luis Arturo Villar Sudek (Puebla de Zaragoza, 20 de març de 1991) nom artístic de Luisito Comunica, és un youtuber, emprenedor i actor mexicà. Té un canal de YouTube en el qual actualment té 41,6 milions de persones subscrites, és el segon canal de YouTube amb més subscripcions de Mèxic i està entre els 100 youtubers amb més subscriptors de YouTube. Ha publicat una guia turística anomenada Lugares asombrosos: Travesías insólitas y otras maneras extrañas de conocer el mundo.

## Primers anys i educació
Va néixer a Puebla de Saragossa el 20 de març de 1991. Va estudiar a l'Institut Orient de Puebla, un centre educatiu d'educació bàsica i mitjana superior. Cursà la carrera de ciències de la comunicació a la Benemèrita Universitat Autònoma de Pobla (BUAP). En un vídeo va comentar que va acabar la carrera, però no es va poder titular perquè no va pagar una matèria. Més tard va fer el pagament, però va decidir posposar els tràmits per demostrar que va cursar la matèria, però finalment mai no ho va fer.

## Carrera
El 2012, es va unir a l'equip de YouTube "NoMeRevientes", liderat per Yayo Gutiérrez. Més tard va dir que "NoMeRevientes" va ser de gran ajuda en el seu creixement com a YouTuber. A l'abril del mateix any, va crear el seu propi canal anomenat "Luisito Comunica". Aquest canal, dedicat íntegrament als vídeos de viatges, va tenir molt més èxit que els seus anteriors. A més, es va traslladar de Puebla a Ciutat de Mèxic per tenir accés a millors oportunitats. El 2017, Google el va convidar a cartografiar el Papalote Museo del Niño, i el 22 d'abril de 2018 va crear "Luisito Around the World", un canal de Youtube adreçat al públic de parla anglesa.
El 2018 va llançar una línia de roba amb el nom de "Rey Palomo", el seu pseudònim. El 2019, va aparèixer a la pel·lícula Dedicada a mi ex. El mateix any va aparèixer a la versió llatinoamericana doblada en espanyol de Sonic the Hedgehog com la veu de Sonic. El novembre de 2019 es va crear una petició de Change.org perquè l'actor de veu Yamil Atala, que va interpretar Sonic en versions anteriors, fes el paper. La petició va reunir 26.847 signatures  fins a la data límit del 14 de febrer. Això no va tenir cap efecte, però, i Luis va donar veu al personatge.
L'octubre del mateix any publica el seu primer llibre titulat Lugares Asombrosos: Travesías insólitas y otras maneras extrañas de conocer el mundo. El 2020 va crear "En Cortinas con Luisito", un podcast distribuït a través de Spotify, YouTube i Instagram. El 9 de juny de 2020, va participar al documental de YouTube Originals "Aislado: un documental en cuarentena" juntament amb Juanpa Zurita, relatant l'aïllament que es va produir a causa de la pandèmia de la COVID-19. A l'octubre del mateix any, va anunciar que llançaria la seva pròpia companyia de telefonia mòbil amb el nom de "PilloFon".
El gener de 2023, va ser un dels sis destacats YouTubers d'arreu del món convidats a cobrir la conferència anual del Fòrum Econòmic Mundial.
El juny de 2024, va fer el seu debut com a actor a la sèrie de televisió The Boys com el supervià Black Noir.

## Trajectòria
Quan tenia 14 anys, Luisito va tindre el seu primer treball en la sastreria dels seus avis, treballava als matins, ja que per a la tarda estudiava. Als 19 anys va treballar en un campament d’estiu en els Estats Units d'Amèrica, i el següent estiu el mateix campament el va contractar com a fotògraf.
Més endavant, va començar a estudiar la carrera universitària de Ciències de la Comunicació a la Benemérita Universidad Autónoma de Puebla amb l’objectiu de ser escriptor. Mentre cursava la carrera, Luisito va treballar com a figurant d'una pel·lícula. Poc temps després, va començar a treballar com a filmador de bodes i graduacions. Al graduar-se, va començar a treballar com a professor d'anglès en un institut de batxillerat, mentre que el seu temps lliure l'aprofitava per a crear contingut per a Youtube.
Va ser en aquest moment quan va rebre un correu d'una agència espanyola, comunicant-li que li pagarien 1.000 dòlars per pujar un anunci publicitari al seu canal de YouTube.
El 2018 va crear la seva pròpia marca de roba anomenada Rey Palomo. El 2019 va actuar com a veu de doblatge del personatge Sonic a Sonic, la película. El 2020, va fundar la seva pròpia companyia de telefonia mòbil, Pillofón. El seu contingut a YouTube es basa principalment en videoblogs on viatja per a tot al món mostrant les cultures de diferents països, fen reflexions i comparacions de coses cares i barates.

## Distincions

### Premis i nominacions
| Any  | Premiació                | Treball nominat             | Categoria                     | Resultat  |
| ---- | ------------------------ | --------------------------- | ----------------------------- | --------- |
| 2016 | Eliot Awards             | Ell mateix                  | Storyteller                   | Guanyador |
| 2017 | MTV Millennial Awards    | Ell mateix                  | Icona MIAW de l'Any           | Nominat   |
| 2017 | Eliot Awards             | Ell mateix                  | Storyteller                   | Guanyador |
| 2018 | Eliot Awards             | Ell mateix                  | Líder digital de l'any        | Guanyador |
| 2018 | Premi Homes de l'Any     | Ell mateix                  | Personalitat Digital d'Any    | Guanyador |
| 2018 | MTV Millennial Awards    | Ell mateix                  | Icona MIAW de l'Any           | Nominat   |
| 2018 | MTV Millennial Awards    | Ell mateix                  | Instagramer nivell Déu mexico | Nominat   |
| 2019 | MTV Millennial Awards    | Ell mateix                  | Icona MIAW                    | Nominat   |
| 2019 | MTV Millennial Awards    | Ell mateix                  | Bromance de l'any             | Nominat   |
| 2020 | Eliot Awards             | Ell mateix                  | Líder digital de l'any        | Nominat   |
| 2020 | Socialiteen Awards       | Ell mateix                  | Influencer de l'any           | Guanyador |
| 2020 | Kids Choice Awards Mèxic | Aïllats (amb Juanpa Zurita) | Inspiració de l'any           | Nominat   |
| 2021 | MTV Millennial Awards    | Ell mateix                  | Storiador MIAW                | Nominat   |
| 2021 | MTV Millennial Awards    | A Cortines Amb Luisito      | Amo del podcast               | Nominat   |

### Reconeixements
| Organització | Tipus                  | Guardó                | Raó                                                                                       | Any  |
| ------------ | ---------------------- | --------------------- | ----------------------------------------------------------------------------------------- | ---- |
| YouTube      | YouTube Creator Awards | Silver Creator Award  | Per la quantitat de cent mil subscriptors al seu canal de YouTube Luisito Comunica.       | 2014 |
| YouTube      | YouTube Creator Awards | Gold Creator Award    | Per la quantitat d'un milió de subscriptors al seu canal de YouTube Luisito Comunica.     | 2015 |
| YouTube      | YouTube Creator Awards | Diamond Creator Award | Per la quantitat de deu milions de subscriptors al seu canal de YouTube Luisito Comunica. | 2018 |

## Llibres publicats
- — (2019). Llocs sorprenents: Travesses insòlites i altres maneres estranyes de conèixer el món. Penguin Random House Grup Editorial. ISBN 6073186991. OCLC  1128200893